# Паломка
Паломка — река в России, протекает в Кичменгско-Городецком районе Вологодской области и Опаринском районе Кировской области. Устье реки находится в 391 км по правому берегу реки Молома. Длина реки составляет 44 км, площадь водосборного бассейна 172 км². В 15 км от устья принимает справа реку Чёрная.
Исток реки находится в Вологодской области на холмах Северных Увалов близ границы с Кировской областью. Рядом с истоком Паломки находится исток реки Большая Княжая (бассейн Юга), здесь проходит водораздел бассейнов Волги и Северной Двины. Река течёт на северо-восток, вскоре после истока перетекает в Кировскую область. Всё течение проходит по ненаселённому лесному массиву. Притоки — Груздев Лог, Великая (левые); Чёрная (правый). Нижнее течение лежит в черте государственного природного заказника Былина.

## Данные водного реестра
По данным государственного водного реестра России относится к Камскому бассейновому округу, водохозяйственный участок реки — Вятка от города Киров до города Котельнич, речной подбассейн реки — Вятка. Речной бассейн реки — Кама.
По данным геоинформационной системы водохозяйственного районирования территории РФ, подготовленной Федеральным агентством водных ресурсов:
- Код водного объекта в государственном водном реестре — 10010300312111100034983
- Код по гидрологической изученности (ГИ) — 111103498
- Код бассейна — 10.01.03.003
- Номер тома по ГИ — 11
- Выпуск по ГИ — 1